# الفحول
الفحول إحدى بلديات دائرة الرمشي بولاية تلمسان الجزائرية.

## الموقع الجغرافي
تحدها من الشمال ولاية عين تموشنت وبلدية سبع شيوخ من الغرب
ومن الجنوب بلدية عين يوسف ومن الشرق دائرة بن سكران.
تتوفر على مدرستين أساسيتين -بلحاج بن عمار 1 وبلحاج بن عمار 2
واكمالية محمد بو ضياف وقاعة علا ج ومرافق أخر...
نشاط سكانها بدرجة الأولى زراعي تتوفر على ثروة طبيعية من بساتين ومزارع وغيرها......
تعداد سكانها في تزايد مستمر.